# Campeonato Argentino de Mayores 2002
El Campeonato Argentino de Mayores de 2002 fue la quincuagésimo-octava edición del torneo de uniones regionales organizado por la Unión Argentina de Rugby. El torneo se llevó a cabo entre el 2 de marzo y 1 de abril de 2002. El torneo volvió a disputarse en la primera mitad del año, facilitando la participación del seleccionado de la Unión de Rugby de Buenos Aires.
Los seleccionados de la Unión de Rugby de Buenos Aires y la Unión de Rugby de Rosario empataron 21-21 en la primera fecha y acabarían el torneo de forma invicta. Ambos equipos llegaron a la última fecha con la misma cantidad de puntos (16) y si bien los dos lograron la victoria, el representativo porteño consiguió un punto bonus al imponerse 32-10 ante la Unión Cordobesa de Rugby, alzándose con su trigésimo título.
A partir de esta temporada, la tercera categoría del Campeonato paso de llamarse Zona Estímulo a ser denominada Zona Desarrollo.

## Equipos participantes
Disputaron esta edición veinticuatro selecciones provenientes de veintitrés uniones provinciales: seis en la Zona Campeonato, ocho en la Zona Ascenso y diez en la Zona Desarrollo.
| División                  | Equipo              | Unión                                                     |
| ------------------------- | ------------------- | --------------------------------------------------------- |
| Zona Campeonato 6 equipos | Buenos Aires        | Unión de Rugby de Buenos Aires                            |
| Zona Campeonato 6 equipos | Córdoba             | Unión Cordobesa de Rugby                                  |
| Zona Campeonato 6 equipos | Cuyo                | Unión de Rugby de Cuyo                                    |
| Zona Campeonato 6 equipos | Mar del Plata       | Unión de Rugby de Mar del Plata                           |
| Zona Campeonato 6 equipos | Rosario             | Unión de Rugby de Rosario                                 |
| Zona Campeonato 6 equipos | Tucumán             | Unión de Rugby de Tucumán                                 |
| Zona Ascenso 8 equipos    | Austral             | Unión de Rugby Austral                                    |
| Zona Ascenso 8 equipos    | Chubut              | Unión de Rugby del Valle del Chubut                       |
| Zona Ascenso 8 equipos    | Entre Ríos          | Unión Entrerriana de Rugby                                |
| Zona Ascenso 8 equipos    | Nordeste            | Unión de Rugby del Nordeste                               |
| Zona Ascenso 8 equipos    | Salta               | Unión de Rugby de Salta                                   |
| Zona Ascenso 8 equipos    | San Juan            | Unión Sanjuanina de Rugby                                 |
| Zona Ascenso 8 equipos    | Santa Fe            | Unión Santafesina de Rugby                                |
| Zona Ascenso 8 equipos    | Sur                 | Unión de Rugby del Sur                                    |
| Zona Estímulo 10 equipos  | Alto Valle          | Unión de Rugby del Alto Valle de Río Negro y Neuquén      |
| Zona Estímulo 10 equipos  | Centro              | Unión de Rugby del Centro de la Provincia de Buenos Aires |
| Zona Estímulo 10 equipos  | Formosa             | Unión de Rugby de Formosa                                 |
| Zona Estímulo 10 equipos  | Jujuy               | Unión Jujeña de Rugby                                     |
| Zona Estímulo 10 equipos  | La Rioja            | Unión Riojana de Rugby                                    |
| Zona Estímulo 10 equipos  | Misiones            | Unión de Rugby de Misiones                                |
| Zona Estímulo 10 equipos  | Oeste               | Unión de Rugby del Oeste de Buenos Aires                  |
| Zona Estímulo 10 equipos  | Santiago del Estero | Unión Santiagueña de Rugby                                |
| Zona Estímulo 10 equipos  | Tierra del Fuego    | Unión de Rugby de Tierra del Fuego                        |
| Zona Estímulo 10 equipos  | URBA B              | Unión de Rugby de Buenos Aires                            |

## Formato
Los veinticuatro equipos participantes fueron divididos en tres categorías: Zona Campeonato, Zona Ascenso y Zona Desarrollo.
Zona Campeonato
La Zona Campeonato estuvo compuesta por seis equipos y se resolvió con el sistema de todos contra todos a una sola ronda y alternando encuentros de local y visitante. El mejor equipo al final de las cinco fechas es el campeón de la temporada mientras que el último de la zona desciende a la Zona Ascenso de la siguiente edición. 
Zona Ascenso
La Zona Ascenso se dividió en dos zonas (Norte y Sur) de cuatro equipos cada una. Cada zona se resolvió con el sistema de todos contra todos a una sola ronda y alternando encuentros de local y visitante. Los dos mejores equipos de cada zona clasificaron a la etapa final, disputando encuentros a eliminación directa (semifinales y final) cuyo ganador adquirió el derecho a disputar la Zona Campeonato de la siguiente edición.
Por otro lado, los últimos de cada zona descendieron a la Zona Desarrollo de la siguiente edición.
Zona Desarrollo
La Zona Desarrollo se dividió en dos zonas (Norte y Sur) de cinco equipos cada una. Cada zona se resolvió con el sistema de todos contra todos a una sola ronda y alternando encuentros de local y visitante. Los ganadores de cada zona ascendieron a la Zona Ascenso de la siguiente edición.

## Zona Campeonato
| Pos. | Equipos       | Partidos | Partidos | Partidos | Tantos | Tantos | Tantos | Pts. |
| Pos. | Equipos       | G        | E        | P        | PF     | PC     | DP     | Pts. |
| ---- | ------------- | -------- | -------- | -------- | ------ | ------ | ------ | ---- |
| 1.°  | Buenos Aires  | 4        | 1        | 0        | 159    | 100    | +59    | 21   |
| 2.°  | Rosario       | 4        | 1        | 0        | 130    | 77     | +53    | 20   |
| 3.°  | Tucumán       | 3        | 0        | 2        | 184    | 114    | +70    | 16   |
| 4.°  | Córdoba       | 1        | 0        | 4        | 100    | 148    | -48    | 7    |
| 5.°  | Cuyo          | 1        | 0        | 4        | 106    | 157    | -51    | 5    |
| 6.°  | Mar del Plata | 1        | 0        | 4        | 94     | 177    | -83    | 4    |

|  | Campeón                       |
|  | Desciende a Zona Ascenso 2003 |

Primera fecha
| 2 de marzo | Mar del Plata | 20 - 42 | Tucumán | Pueyrredón RC, Mar del Plata |  |
|            |               | Reporte |         |                              |  |

| 2 de marzo | Córdoba | 35 - 19 | Cuyo | Urú Curé Rugby Club, Río Cuarto |  |
|            |         | Reporte |      |                                 |  |

| 2 de marzo | Buenos Aires | 21 - 21 | Rosario | La Plata Rugby Club, La Plata       |                                     |
|            |              | Reporte |         | Árbitro(s): Daniel Jabase (Córdoba) | Árbitro(s): Daniel Jabase (Córdoba) |

Segunda fecha
| 9 de marzo | Tucumán | 42 - 13 | Córdoba | Tucumán Lawn Tennis, Tucumán |  |

| 9 de marzo | Rosario | 41 - 6 | Mar del Plata | Duendes Rugby Club, Rosario |  |

| 9 de marzo | Cuyo | 18 - 33 | Buenos Aires | Mendoza Rugby Club, Bermejo                |                                            |
|            |      | Reporte |              | Árbitro(s): Victor Rabuffetti (Entre Ríos) | Árbitro(s): Victor Rabuffetti (Entre Ríos) |

Tercera fecha
| 16 de marzo | Buenos Aires | 35 - 30 | Tucumán | BACRC, Buenos Aires                   |                                       |
|             |              | Reporte |         | Árbitro(s): Carlos Molinari (Rosario) | Árbitro(s): Carlos Molinari (Rosario) |

| 16 de marzo | Mar del Plata | 28 - 24 | Córdoba |  |  |

| 16 de marzo | Rosario | 20 - 12 | Cuyo |  |  |

Cuarta fecha
| 23 de marzo | Tucumán | 50 - 25 | Cuyo |  |  |

| 23 de marzo | Buenos Aires | 38 - 21 | Mar del Plata | BACRC, Buenos Aires                    |                                        |
|             |              | Reporte |               | Árbitro(s): Miguel Domínguez (Córdoba) | Árbitro(s): Miguel Domínguez (Córdoba) |

| 23 de marzo | Córdoba | 18 - 27 | Rosario |  |  |

Quinta fecha
| 30 de marzo | Cuyo | 32 - 19 | Mar del Plata |  |  |

| 30 de marzo | Rosario | 21 - 20 | Tucumán | Duendes Rugby Club, Rosario                 |                                             |
|             |         | Reporte |         | Árbitro(s): Roberto Martínez (Buenos Aires) | Árbitro(s): Roberto Martínez (Buenos Aires) |

| 30 de marzo | Córdoba | 10 - 32 | Buenos Aires | Chateau Carreras, Córdoba         |                                   |
|             |         | Reporte |              | Árbitro(s): Ian Hyde-Lay (Canada) | Árbitro(s): Ian Hyde-Lay (Canada) |

|                      |
| Buenos Aires Campeón |
| Trigésimo título     |

## Zona Ascenso

### Zona Norte
| Pos. | Equipos    | Partidos | Partidos | Partidos | Tantos | Tantos | Tantos | Pts. |
| Pos. | Equipos    | G        | E        | P        | PF     | PC     | DP     | Pts. |
| ---- | ---------- | -------- | -------- | -------- | ------ | ------ | ------ | ---- |
| 1.°  | Salta      | 2        | 0        | 1        | 74     | 55     | +19    |      |
| 2.°  | Nordeste   | 2        | 0        | 1        | 53     | 58     | -5     |      |
| 3.°  | Santa Fe   | 1        | 0        | 2        | 67     | 69     | -2     |      |
| 4.°  | Entre Ríos | 1        | 0        | 2        | 82     | 94     | -12    |      |

|  | Clasifica a semifinales de Ascenso |
|  | Desciende a Zona Desarrollo 2003   |

| 2 de marzo | Salta | 40 - 26 | Entre Ríos |  |  |

| 2 de marzo | Nordeste | 22 - 15 | Santa Fe |  |  |

| 9 de marzo | Salta | 18 - 0 | Nordeste |  |  |

| 9 de marzo | Santa Fe | 23 - 31 | Entre Ríos |  |  |

| 16 de marzo | Entre Ríos | 25 - 31 | Nordeste |  |  |

| 16 de marzo | Santa Fe | 29 - 16 | Salta |  |  |
|             |          | Reporte |       |  |  |

### Zona Sur
| Pos | Equipos  | Partidos | Partidos | Partidos | Tantos | Tantos | Tantos | Pts |
| Pos | Equipos  | G        | E        | P        | PF     | PC     | DP     | Pts |
| --- | -------- | -------- | -------- | -------- | ------ | ------ | ------ | --- |
| 1.° | San Juan | 2        | 0        | 1        | 94     | 59     | +35    |     |
| 2.° | Chubut   | 2        | 0        | 1        | 74     | 64     | +10    |     |
| 3.° | Sur      | 1        | 0        | 2        | 49     | 64     | -15    |     |
| 4.° | Austral  | 1        | 0        | 2        | 53     | 83     | -30    |     |

|  | Clasifica a semifinales de Ascenso |
|  | Desciende a Zona Desarrollo 2003   |

| 2 de marzo | Austral | 16 - 3 | Sur |  |  |

| 2 de marzo | San Juan | 27 - 13 | Chubut |  |  |

| 9 de marzo | San Juan | 42 - 17 | Austral |  |  |

| 9 de marzo | Chubut | 23 - 17 | Sur |  |  |

| 16 de marzo | Sur | 29 - 25 | San Juan |  |  |

| 16 de marzo | Chubut | 38 - 20 | Austral |  |  |

|  | Semifinales | Semifinales | Semifinales |          |       | Final Ascenso | Final Ascenso | Final Ascenso |  |
|  | 23 de marzo | 23 de marzo | 23 de marzo |          |       | 30 de marzo   | 30 de marzo   | 30 de marzo   |  |
|  |             |             |             |          |       |               |               |               |  |
|  |             |             |             |          |       |               |               |               |  |
|  | Salta       | Salta       | 24          |          |       |               |               |               |  |
|  | Salta       | Salta       | 24          |          |       |               |               |               |  |
|  | Chubut      | Chubut      | 14          |          |       |               |               |               |  |
|  | Chubut      | Chubut      | 14          |          | Salta | Salta         | 26            |               |  |
|  |             |             |             |          | Salta | Salta         | 26            |               |  |
|  |             |             | Nordeste    | Nordeste | 6     |               |               |               |  |
|  | San Juan    | San Juan    | Nordeste    | Nordeste | 6     | 31            |               |               |  |
|  | San Juan    | San Juan    |             |          |       | 31            |               |               |  |
|  | Nordeste    | Nordeste    | 33          |          |       |               |               |               |  |
|  | Nordeste    | Nordeste    | 33          |          |       |               |               |               |  |
|  |             |             |             |          |       |               |               |               |  |

### Semifinales
| 23 de marzo | Salta | 24 - 14 | Chubut |  |  |

| 23 de marzo | San Juan | 31 - 33 | Nordeste |  |  |

### Final Ascenso
| 30 de marzo | Salta | 26 - 6 | Nordeste |  |  |

| Bandera de la Provincia de Salta |
| Salta Campeón Zona Ascenso       |

## Zona Desarrollo

### Zona Norte
| Pos. | Equipos         | Partidos | Partidos | Partidos | Tantos | Tantos | Tantos | Pts. |
| Pos. | Equipos         | G        | E        | P        | PF     | PC     | DP     | Pts. |
| ---- | --------------- | -------- | -------- | -------- | ------ | ------ | ------ | ---- |
| 1.°  | Sgo. del Estero | 4        | 0        | 0        | 228    | 59     | +169   |      |
| 2.°  | Misiones        | 3        | 0        | 1        | 132    | 74     | +58    |      |
|      | La Rioja        |          |          |          |        |        |        |      |
|      | Jujuy           | 1        | 0        | 3        | 91     | 189    | -98    |      |
|      | Formosa         |          |          |          |        |        |        |      |

|  | Asciende a Zona Ascenso 2003 |

| 2 de marzo | Formosa | 19 - 52 | Santiago del Estero |  |  |

| 2 de marzo | Misiones | 72 - 8  | Jujuy |  |  |
|            |          | Reporte |       |  |  |

| 9 de marzo | Jujuy | 42 - 19 | Formosa |  |  |

| 9 de marzo | Santiago del Estero | 77 - 0 | La Rioja |  |  |

| 16 de marzo | La Rioja | 38 - 14 | Jujuy |  |  |

| 16 de marzo | Formosa | 22 - 27 | Misiones |  |  |

| 23 de marzo | Misiones | 20 - 5 | La Rioja |  |  |

| 23 de marzo | Jujuy | 27 - 60 | Santiago del Estero |  |  |

| 30 de marzo | Santiago del Estero | 39 - 13 | Misiones |  |  |

| 30 de marzo | La Rioja | - | Formosa |  |  |

### Zona Sur
Un segundo seleccionado de la Unión de Rugby de Buenos Aires participó en esta zona como equipo invitado (sin sumar puntos). En su partido ante Alto Valle, la URBA utilizó a su seleccionado de segundo nivel (Buenos Aires A), mientras que en el resto de los encuentros envió a su tercer seleccionado (Buenos Aires Promoción).
| Pos. | Equipos          | Partidos | Partidos | Partidos | Tantos | Tantos | Tantos | Pts. |
| Pos. | Equipos          | G        | E        | P        | PF     | PC     | DP     | Pts. |
| ---- | ---------------- | -------- | -------- | -------- | ------ | ------ | ------ | ---- |
| 1.°  | Alto Valle       | 3        | 0        | 0        | 102    | 40     | +62    |      |
| 2.°  | Tierra del Fuego | 2        | 0        | 1        | 56     | 67     | -11    |      |
| 3.°  | Centro           | 1        | 0        | 2        | 51     | 65     | -14    |      |
| 4.°  | Oeste            | 0        | 0        | 3        | 50     | 87     | -37    |      |
| -    | URBA B           | 4        | 0        | 0        | 212    | 39     | +173   |      |

|  | Asciende a Zona Ascenso 2003 |

| 2 de marzo | Centro | 7 - 54  | URBA B | Azul Rugby Club, Azul                         |                                               |
|            |        | Reporte |        | Árbitro(s): Sebastián Pinilla (Mar del Plata) | Árbitro(s): Sebastián Pinilla (Mar del Plata) |

| 2 de marzo | Alto Valle | 45 - 17 | Oeste | Marabunta RC, Cipolletti              |                                       |
|            |            | Reporte |       | Árbitro(s): Daniel D'Alessadro (Cuyo) | Árbitro(s): Daniel D'Alessadro (Cuyo) |

| 9 de marzo | Alto Valle | 7 - 30  | URBA B | Neuquén Rugby Club, Neuquén          |                                      |
|            |            | Reporte |        | Árbitro(s): Santiago Mogni (Córdoba) | Árbitro(s): Santiago Mogni (Córdoba) |

| 9 de marzo | Oeste | 11 - 18 | Centro |  |  |

| 16 de marzo | Tierra del Fuego | 6 - 29 | Alto Valle |  |  |

| 16 de marzo | Oeste | 11 - 26 | URBA B | Club Los Miuras, Junín                    |                                           |
|             |       | Reporte |        | Árbitro(s): José Gialongo (Mar del Plata) | Árbitro(s): José Gialongo (Mar del Plata) |

| 23 de marzo | Alto Valle | 28 - 17 | Centro | Roca Rugby Club, General Roca |  |
|             |            | Reporte |        |                               |  |

| 28 de marzo | Centro | 16 - 26 | Tierra del Fuego |  |  |

| 30 de marzo | Oeste | 22 - 24 | Tierra del Fuego |  |  |

| 1 de abril | URBA B | 102 - 14 | Tierra del Fuego | Centro Naval, Buenos Aires              |                                         |
|            |        | Reporte  |                  | Árbitro(s): Santiago Hayes (Entre Ríos) | Árbitro(s): Santiago Hayes (Entre Ríos) |